# Stepnica (gmina)
Pour la localité, voir Stepnica.
Stepnica est une gmina mixte du powiat de Goleniów, Poméranie occidentale, dans le nord-ouest de la Pologne. Son siège est la ville de Stepnica, qui se situe environ 17 km au nord-ouest de Goleniów et 27 km au nord de la capitale régionale Szczecin.
La gmina couvre une superficie de 294,16 km2 pour une population de 4 920 habitants en 2016.

## Géographie
La gmina inclut les villages de Bogusławie, Borowice, Budzień, Czarnocin, Gąsierzyno, Jarszewko, Kopice, Krokorzyce, Łąka, Miłowo, Piaski Małe, Racimierz, Rogów, Stepnica, Stepniczka, Widzieńsko, Żarnówko, Żarnowo et Zielonczyn.
La gmina borde la ville de Świnoujście et les gminy de Goleniów, Międzyzdroje, Nowe Warpno, Police, Przybiernów et Wolin.